# Karl Schäfer
Pour les articles homonymes, voir Schäfer.
Karl Schäfer, né le 17 mai 1909 à Vienne et mort le 23 avril 1976 à Vienne, est un patineur artistique et nageur autrichien. 

## Biographie

### Carrière sportive
Il a été deux fois champion olympique et sept fois champion du monde.
Il était marié à Christine, née Engelmann, qui était la plus jeune fille de Eduard Engelmann junior (plusieurs fois champion d'Europe).
En natation, il participe au 200 mètres brasse des Jeux olympiques d'été de 1928 ; il ne passe pas les séries de qualifications.

## Palmarès
| Compétition             | 1927 | 1928 | 1929 | 1930 | 1931 | 1932 | 1933 | 1934 | 1935 | 1936 |
| Jeux olympiques d'hiver |      | 4e   |      |      |      | 1er  |      |      |      | 1er  |
| Championnats du monde   | 3e   | 2e   | 2e   | 1er  | 1er  | 1er  | 1er  | 1er  | 1er  | 1er  |
| Championnats d’Europe   | 3e   | 2e   | 1er  | 1er  | 1er  | 1er  | 1er  | 1er  | 1er  | 1er  |
| Championnats d'Autriche | 2e   | 2e   | 1er  | 1er  | 1er  | 1er  | 1er  | 1er  |      | 1er  |